# 伏拝 (福島市)
伏拝（ふしおがみ）は、福島県福島市の大字である。郵便番号は960-8154。

## 地理
福島市街地の南部に位置し、市内杉妻地区に属する。北で太平寺と、北から東にかけて黒岩と、南西で田沢と、南で清水町と、南西で平石と、西で永井川とそれぞれ隣接する。町村制施行以前の伏拝村の流れを汲む地域である。福島盆地南端部の丘陵部の麓に位置し、南に向かい標高が高くなる斜面上の地形をしている。域内南端部には南北に縦断する国道4号福島南バイパスと旧国道4号（福島市道47号南町浅川線）が交わる伏拝交差点があり、県内有数の交通量を誇る。平野部は旧国道沿いや南福島駅前を中心に店舗や住宅が建ち並び、工場の立地もみられる。丘陵部にかけては民家や田畑が点在し、山林も広がる。上町に所在する 福島警察署及び郷野目に所在する福島南消防署杉妻出張所がそれぞれ管轄にあたる。

### 河川
- 濁川

### 主な字
- 稲荷森
- 稲荷脇
- 内田
- 大杉
- 大日向
- 沖
- 行人下
- 行人前
- 行人森
- 行人脇
- 沢口
- 清水内
- 諏訪平
- 田中
- 台田
- 樋水
- 西
- 沼ノ上
- 畑田
- 羽山岳
- 南六角
- 山合
- 山岸
- 山ノ入

## 歴史
- 1889年（明治22年）4月1日 - 町村制の施行により信夫郡杉妻村が発足。旧伏拝村域は杉妻村の大字となる。
- 1947年（昭和22年）2月11日 - 杉妻村が福島市に編入され、福島市伏拝となる。

## 世帯数と人口
2022年（令和4年）2月28日現在の世帯数と人口は以下の通りである。
| 大字 | 世帯数   | 人口   |
| ---- | -------- | ------ |
| 伏拝 | 1049世帯 | 2121人 |

## 小・中学校の学区
市立小・中学校に通う場合、学区は以下の通りとなる。
| 番地 | 小学校             | 中学校                 |
| ---- | ------------------ | ---------------------- |
| 全域 | 福島市立杉妻小学校 | 福島市立福島第一中学校 |

## 交通

### 鉄道
- 域内に鉄道施設は無いが、JR東北本線南福島駅が西側に近接した永井川に所在する。

### 道路
- 国道4号福島南バイパス
- 福島県道362号南福島停車場線
- 福島市道47号南町浅川線
  - 濁川橋（濁川）

### バス
福島交通路線バス
- （福島駅方面） - 伏拝 - 新田 - （蓬莱団地・医大方面）
  - 医大・立子山経由飯野
  - 蓬莱団地
  - 医大経由二本松
  - 美郷経由松川
  - 清水町経由医大
  - 伏拝・蓬莱小経由医大
- （福島駅方面） - 伏拝 - 新田 - あさひ台 - （蓬莱団地・医大方面）
  - 桜台経由医大

## 施設
- 福島市役所杉妻支所
- ふくしま未来農業協同組合 杉妻支店
- 福島市立杉妻小学校
- 共楽公園
- 森永乳業 福島工場
- ユアテック 福島支店
- 諏訪神社
- あさひ台団地